# چرکس (سنقر)
چرکس نام روستایی واقع در دهستان گاورود بخش مرکزی شهرستان سنقر استان کرمانشاه است. براساس سرشماری عمومی نفوس و مسکن (۱۳۸۵) جمعیت آن ۵۷ نفر (۹ خانوار) بوده‌است.